# Fuensanta (Albacete)
Fuensanta és un municipi al nord de la província d'Albacete envoltat pels termes municipals de La Roda, Tarazona de la Mancha i per la província de Conca. Dista 36 km de la capital i ocupa una extensió de 24,03 km².

## Història
Després d'una suposada aparició mariana en 1482, que va donar lloc al naixement d'una font, es va fundar una petita ermita que pertanyia a la localitat de La Roda. Cap a 1561 l'Orde Trinitari va aconseguir comprar l'ermita per edificar un monestir, després d'un llarg conflicte amb la parròquia de La Roda.
Amb el temps la gent dels voltants començà a acudir a rebre banys a la "font-santa", i com a conseqüència es va anar creant al seu voltant una petita aldea que va donar origen a la població actual. Cap a 1579 hi havia 20 veïns oficialment. En 1671 ja compta amb 40 veïns, que van aconseguir la segregació de La Roda, constituint-se en una vila independent en pagar la quantitat de 337.500 maravedís al rei. La Roda va iniciar un plet contra aquesta decisió, que va acabar amb la confirmació de la segregació del poble en 1672.
Amb la Desamortització dels béns de l'Església, a principis del segle xix, EL monestir dels trinitaris va restar abandonat, passant amb el temps a ser propietat de l'Ajuntament, mentre que el temple del monestir es va convertir en parròquia local, en substitució de l'anterior dedicada a Sant Gregori.

## Monuments
A la localitat de Fuensanta podem trobar l'antic convent dels frares trinitaris, actualment dividit entre el claustre (amb dependències municipals) i l'església, on es venera a la Mare de Déu del Remei. El temple està format per una planta rectangular, coberta amb volta de llunetes; al creuer s'eleva una volta adornada amb medallons de sants trinitaris en relleu de guix policromat. La cambra de la verge està coberta per una volta sobre petxines amb decoració barroca. El claustre es va construir al segle xvii, amb un ampli espai quadrat amb doble galeria porticada; el de sota amb arcs de mig punt, i el superior amb columnes que sostenen llindes. A l'hort de l'antic convent es conserva encara l'ermita amb la font on suposadament es va aparèixer la Mare de Déu, i que encara avui compta amb una gran devoció entre la gent del lloc.
Existeix una antiga casa barroca del segle xviii, actualment dividida en tres cases particulars, en la que destaca la seua façana rococó. Existeix també un palauet d'estil modernista conegut com a "Villa Manolita" o "Casa de los Mañas", reformada el 2003 i convertida actualment en un alberg rural.

## Festes
- 9 de maig: Sant Gregori de Nazianz.
- El diumenge següent a Sant Gregori: romeria de la Mare de Déu del Remei fins a La Roda.
- Tres setmanes després: romeria de volta de la verge a Fuensanta.
- Setmana cultural del 9 al 15 d'agost.
- 8 de Setembre: Fira de la Verge del Remei.